# Каштан низкорослый
Каштан низкорослый (лат. Castanea pumila) — дерево или кустарник, вид рода Каштан (Castanea) семейства Буковые (Fagaceae).
В Западной Европе введен в 1699 году как декоративное.

## Распространение и экология
В природе ареал вида охватывает Северную Америку — от южных районов Пенсильвании до северной части Флориды и Техаса.
Растет даже на сухих песчаных почвах. Холодостоек.
Более или менее устойчив к Endotia parasitica.

## Ботаническое описание
Дерево высотой до 15 м или кустарник высотой 1—2 м, с округлой кроной. Молодые побеги опушённые; кора светло-коричневая с красноватым оттенком.
Почки яйцевидные. Листья продолговато-обратнояйцевидные или продолговато-эллиптические, постепенно суженные в клиновидное основание, сверху желтовато-зелёные, блестящие, снизу бело-войлочные, грубо-пильчатые или с зубцами, редуцированными до щетинок; боковых жилок 15—16 пар; черешок длиной 5—10 мм.
Плюска яйцевидная, в диаметре 0,8—4 см, растрескивающаяся двумя створками, с многочисленными колючками. Плоды в числе одного, реже двух, яйцевидные или конические, постепенно суженные к вершине, высотой 2—2,5 см, диаметром 0,8—1,0 см.

## Таксономия
Вид Каштан низкорослый входит в род Каштан (Castanea) подсемейства Castaneoideae семейства Буковые (Fagaceae) порядка Букоцветные (Fagales).
|  |                                        |  |                                                             |                                                             |                   |  | ещё 7 семейств (согласно Системе APG II) | ещё 7 семейств (согласно Системе APG II)         |                                                  |  |  |  | ещё 3 рода (согласно Системе APG II) | ещё 3 рода (согласно Системе APG II) |  |  |
|  |                                        |  |                                                             |                                                             |                   |  | ещё 7 семейств (согласно Системе APG II) | ещё 7 семейств (согласно Системе APG II)         |                                                  |  |  |  | ещё 3 рода (согласно Системе APG II) | ещё 3 рода (согласно Системе APG II) |  |  |
|  |                                        |  |                                                             | порядок Букоцветные                                         |                   |  |                                          |                                                  | подсемейство Castaneoideae                       |  |  |  |                                      | вид Каштан низкорослый               |  |  |
|  |                                        |  |                                                             | порядок Букоцветные                                         |                   |  |                                          |                                                  | подсемейство Castaneoideae                       |  |  |  |                                      | вид Каштан низкорослый               |  |  |
|  | царство Цветковые, или Покрытосеменные |  |                                                             |                                                             | семейство Буковые |  |                                          |                                                  | род Каштан                                       |  |  |  |                                      |                                      |  |  |
|  | царство Цветковые, или Покрытосеменные |  |                                                             |                                                             |                   |  |                                          |                                                  |                                                  |  |  |  |                                      |                                      |  |  |
|  |                                        |  | ещё 44 порядка цветковых растений (согласно Системе APG II) | ещё 44 порядка цветковых растений (согласно Системе APG II) |                   |  |                                          | подсемейство Fagoideae (согласно Системе APG II) | подсемейство Fagoideae (согласно Системе APG II) |  |  |  | ещё 9 видов                          |                                      |  |  |
|  |                                        |  |                                                             | ещё 44 порядка цветковых растений (согласно Системе APG II) |                   |  |                                          |                                                  | подсемейство Fagoideae (согласно Системе APG II) |  |  |  |                                      |                                      |  |  |